# 小島遊園地
小島 遊園地（こじま ゆうえんち、2月24日- ）は、日本の俳優、声優。神奈川県出身。身長162cm。C&Oプロダクション所属。

## 出演（俳優）

### ドラマ
- 狂った果実（2002年）
- スカイハイ
- 天才てれびくんMAXドラマパート
  - となりのカブトムシ?（2005年、バス待ち）
  - サムネタ男とタコヤキ娘（2005年、たこ焼き屋客）
  - 本のくにの王子様!?（2007年、綿飴屋）
- ウィルスパニック2006夏〜街は感染した〜（2006年）
- エリートヤンキー三郎（2007年）
- おじいさん先生（2007年）
- 指紋捜査官・塚原宇平の神業3（2008年）
- ウルトラマンX（2015年、警官）

### 邦画
- 13階段（2003年）
- 福耳（2003年）

### Webムービー
- JS日本の学校 将来について調べよう（刑務官編）

### VP
- Nice to meet you

### 舞台
- 裸天国（演出 瀬川昌治）
- 夜曲（演出 千葉繁）
- 裏切り御免!（演出 瀬川昌治）
- 劇・火星開発事業団
  - 煙が目にしみる（演出 五月一六雨）
  - 見果てぬ夢（演出 石原慎一）
  - 誰かが誰かを愛してる（演出 石原慎一）

## 出演（声優）

### テレビアニメ
- シスター・プリンセス RePure（2002年、ゴールキーパー）
- 時空冒険記ゼントリックス（2003年、ダーク06）

### OVA
- がぁーでぃあんHearts ぱわーあっぷ!第1話（2005年、運ちゃん）

### ゲーム
- 時空冒険記ゼントリックス（2005年、ダーク06）

### ドラマCD
- ドラマCD あまつ乙女の争奪さわぎ 〜ほろ酔い祇園の夢一夜〜（2012年）

### 吹き替え

#### 海外アニメ
- ミュータント タートルズ（2007年 - 2008年、パーカー）- 2シーズン

### その他
- VP 『NETWORLD+INTEROP2003』（ナレーション）